# Giulio Boschi
Giulio Boschi (Perugia, 2 maart 1838 - Rome, 15 mei 1920) was een Italiaans geestelijke en kardinaal van de Rooms-Katholieke Kerk.

## Jeugd en priesterschap
Boschi was de jongste van elf kinderen in het gezin van Francesco Boschi en Giuseppa Mancini. Hij ontving zijn Eerste Heilige Communie en zijn Heilig Vormsel uit handen van aartsbisschop Gioacchino Pecci, de latere paus Leo XIII. Hij bezocht het seminarie van Perugia en aan de Pauselijke Gregoriaanse Universiteit en werd op 25 mei 1861 priester gewijd voor het aartsbisdom Perugia. Hij werkte aanvankelijk als kapelaan in de kathedrale kerk aldaar. Vervolgens vervulde hij verschillende functies binnen de Curie van het aartsbisdom. Zo was hij bisschoppelijk ceremoniemeester, examinator, aartsdiaken en aartspriester van het kathedraal kapittel. In 1880 benoemde paus Leo XIII Boschi tot pauselijk huisprelaat.

## Bisschop en aartsbisschop
Op 1 juni 1888 benoemde Leo XIII Boschi tot bisschop van Todi. Hier zou hij zeven jaar blijven, alvorens opin 1895 bisschop te worden van Senigallia. In 1900 bevorderde Leo XIII bisschop Boschi tot aartsbisschop van Ferrara. Tijdens het consistorie van 15 april 1901 creëerde paus Leo hem kardinaal. De San Lorenzo in Panisperna werd zijn titelkerk. Kardinaal Boschi nam deel aan het conclaaf van 1903 dat leidde tot de verkiezing van paus Pius X en aan het conclaaf van 1914 waarbij paus Benedictus XV werd gekozen. In 1919 kreeg hij ontslag als aartsbisschop en werd bij zelfde gelegenheid benoemd tot kardinaal-bisschop van het suburbicair bisdom Frascati. Korte tijd was hij nog camerlengo van het H. College van Kardinalen, voor hij in 1920 overleed. Hij werd begraven in de kapel van de Sint-Pietersbasiliek op Campo Verano.
- Istituto Centrale per il Catalogo Unico: CFIV224704
- Virtual International Authority File: 88608370